# Hoya station
Hoya(japanska: 保谷駅?, Hoya eki) är en järnvägsstation på Seibus Ikebukuro-linje, Nishitokyo, Tokyo prefektur, Japan. Hoya station invigdes år 1915.
Stationen hade i snitt 47 517 passagerare per dag under coronapandemin 2020, mot 63 372 under 2019.